# المرأة قبل الإسلام في شبه الجزيرة العربية
هناك معلومات نادرة جدًا فيما يتعلق بالمرأة في شبه الجزيرة العربية قبل الإسلام . معظمها تنبع من الأحاديث والعادات والتقاليد التاريخية، والشعر الجاهلي، وروايات السيرة المبكرة، أو من الاستنتاجات المستمدة من نصوص القرآن الكريم.

## الوضع القانوني للمرأة

### القبيلة
خلال العصور ما قبل الإسلامية بين 3500 و3000 قبل الميلاد، كانت العديد من المدن الدول التي تحتوي على القبائل الفردية تتغير باستمرار فيما يتعلق بمن لديه السلطة لإملاء الأحكام. وقد حدث الكثير من هذا التغيير بسبب الحروب القبلية التي دارت بين هذه القبائل. ومع استمرار الانقلاب على السلطة الحكومية واستبدالها، أصبحت القوانين تجاه المرأة أكثر تقييدًا مع مرور الوقت. لفترة من الزمن، كان للزوج الحق في رهن زوجاته وأطفاله، وضربهن بلا رحمة، أو سحب شعرهن دون أن يعاقب على هذه الأفعال. كان الحق الرئيسي الوحيد الذي كانت تتمتع به المرأة في تلك الأوقات مذكورًا في قانون حمورابي في عام 1752 قبل الميلاد، "لم يكن بإمكان المرأة الحصول على الطلاق إلا بصعوبة كبيرة. إذا كانت المرأة تكره زوجها إلى الحد الذي جعلها تعلن "لا يحق لك أن تقبلني"، فيجب التحقيق في سجلها في مجلس مدينتها".  ويضيف الاقتباس أيضًا أنه إذا لم تجد المحكمة أن الزوجة مخطئة، فسوف يُسمح لها بالعودة إلى منزل والدها.
لقد تم طرح العديد من الافتراضات حول القانون الجاهلي بسبب التناقضات في فهم كيفية سن القانون داخل المجتمع العربي في ذلك الوقت. كانت الوحدة الوظيفية الرئيسية في المجتمع العربي، وهي القبيلة، تتألف من أولئك الذين تربطهم صلات بقريب مشترك. وكانت القبيلة نفسها مرتبطة ببعضها البعض من خلال تفاهم متبادل للقواعد المنطوقة والتي يمكن أن تختلف بشكل كبير اعتمادًا على القبيلة وأنشطتها الاقتصادية، بما في ذلك أدوار المرأة وحقوقها. وقد تم فرض هذه القواعد من قبل الزعيم القبلي الذي توسط أيضًا في مناقشة القوانين الجديدة. كان يُسمح للرجال الأفراد داخل القبيلة باقتراح قواعد جديدة، ولكن لم يتم تنفيذها إلا بعد التوصل إلى إجماع من قبل المجموعة بأكملها.  كانت العديد من هذه القبائل من أصل أبوي وبالتالي تم تشكيلها فقط من خلال الروابط الذكورية المتوارثة من كل جيل.  في المجتمع القبلي، لم يكن للنساء عمومًا الحق في تحديد من تختار الزواج منه.  ومع ذلك، فقد عرضت القبيلة على المرأة الحماية إذا تعرضت لمعاملة سيئة من قبل زوجها. 

### الحجاب
في العصور ما قبل الإسلامية، كان القانون الآشوري يصور بوضوح في أنظمته المكتوبة من يُسمح له بارتداء الحجاب. كان على النساء اللاتي كن من عائلة "السادة" أن يرتدين الحجاب، وكذلك الحال بالنسبة لأولئك اللاتي كن في السابق عاهرات ولكنهن الآن متزوجات. كانت القوانين المتعلقة بالحجاب صارمة للغاية لدرجة أنها فرضت عواقب لا تطاق على هؤلاء النساء، وبعضها تضمن الضرب المبرح أو قطع آذانهن. كان يُحظر على البغايا والعبيد ارتداء الحجاب. ولم يكن الحجاب يستخدم لتصنيف النساء حسب وضعهن فحسب، بل كان يُستخدم أيضًا لتصنيفهن بناءً على نشاطهن الجنسي وحالتهن الزوجية. 
تنطبق المعلومات أعلاه على أعلى شبه الجزيرة العربية حيث كان يمتد الحكم الآشوري، ولا توجد معلومات واضحة عن وضع الحجاب في جنوب الجزيرة العربية أو بلاد الحجاز.

### النساء من الطبقة العليا
في حين لم يكن لدى عامة السكان من النساء في شبه الجزيرة العربية قبل الإسلام الكثير من الحقوق، فإن نساء الطبقة العليا كان لديهن المزيد من الحقوق. وأصبح العديد منهن "ناديتوم" أو كاهنات، وهو ما من شأنه أن يمنحهن المزيد من الحقوق. تمكنت هؤلاء النساء من امتلاك الممتلكات ووراثتها. بالإضافة إلى ذلك، كانت الناديتوم قادرة على لعب دور فعال في الحياة الاقتصادية لمجتمعهن.  يظهر سكان سمد في العصر الحديدي المتأخر في وسط عُمان من الناحية الأثرية نساء من مكانة اجتماعية عالية ومنخفضة. 

## عادات الزواج
في الجزيرة العربية قبل الإسلام، كانت هناك مجموعة متنوعة من ممارسات الزواج. كانت أكثر أنواع الزواج شيوعًا واعترافًا في هذا الوقت هي الزواج بالتراضي، والزواج بالأسر، والزواج بالشراء، والزواج بالوراثة، والزواج المؤقت أو زواج المتعة.

## بنية الأسرة والأمومة
في العصور العربية قبل الإسلام، كان معدل وفيات الأطفال مرتفعًا جدًا، وكان من الشائع جدًا أن يفقد الأبوان طفلهما في مرحلة الرضاعة أو أثناء طفولة الطفل بسبب بعض الأمراض والعلل. إذا نجا الطفل، كان المجتمع يقيم وليمة اجتماعية للاحتفال ببقاء الطفل حيث يقومون بتسمية الطفل، ويذبحون شاة تكريما لميلاده. لم يكن الأطفال مسؤولين عن نفس العقوبات الجنائية التي يتحملها البالغون.  خلال هذه الفترة الزمنية، كان يُنظر إلى أهمية إنجاب النساء لأطفال ذكور لأنهن اعتُبرن متفوقات وأيضًا العنصر الأساسي القادر على القتال في ظروف الصحراء الصعبة.  
إن الأبحاث المتعلقة بتركيبة الأسرة في شبه الجزيرة العربية قبل الإسلام تحتوي على العديد من الآراء الغامضة، مما يجعل من الصعب معرفة التركيب الدقيق للأسرة خلال هذه الفترة الزمنية. كان الهيكل العائلي الذي ربما كان لقبيلة نموذجية في شبه الجزيرة العربية قبل الإسلام أبويًا، وكانت العلاقات في العائلة بين الأقارب الآخرين مع الرجال. كان من الضروري أن تنجب الأسر الأولاد بدلاً من البنات لأن الرجال كانوا يُنظر إليهم على أنهم متفوقون على النساء. لم يكن للنساء داخل العائلة أي حقوق أبوية على أطفالهن حتى لو مات الأب، ويقال إن النساء لم يكن لهن حقوق في الميراث. ومع ذلك، فمن الواضح أن العديد من الأرامل كان بوسعهن أن يرثن أزواجهن وكانوا أغنياء للغاية، بما في ذلك زوجة محمد خديجة والعديد من الأرامل الأخريات في أوائل الإسلام، قبل أن تنزل السور المتعلقة بالميراث. وكان أحد أهم أدوار الأم داخل الأسرة هو إنجاب الأطفال وإنتاج الذكور. على الرغم من أن المرأة كانت تتمتع بحقوق قليلة داخل الأسرة، إلا أنها شاركت في أدوار قليلة داخل المجتمع. كانت بعض الأنشطة التي قامت بها النساء هي إعداد الوجبات، وحلب الحيوانات، وغسل الملابس، وإعداد الزبدة، ونسج المواد للخيام، وغزل الصوف. 
كان تنظيم الأسرة مهمًا جدًا ويتم وضع جوانب معينة قبل أي شيء، لكن تنظيم الأسرة لم يكن ينطبق على الجميع. كان الناس يشعرون بالقلق بشأن الظروف التي قد تؤثر على عائلاتهم أو مجتمعهم. إن عملية تخطيط بناء الأسرة تتم بشكل متبادل بين الزوج والزوجة. إن أحد الجوانب المهمة في بنية الأسرة هو تحديد عدد الأطفال الذين تنجبهم الأم، وتوزيع فترات الحمل كوسيلة للتأكد من أن صحة الأم والأطفال ليست في خطر، وكذلك تعزيز رفاهة الأسرة.  كما أكد الناس على أهمية إرضاع الأم لطفلها رضاعة طبيعية ، وهو حق أساسي للطفل لمدة عامين. 

## وأد البنات
إن وجود وانتشار ظاهرة وأد البنات في شبه الجزيرة العربية قبل الإسلام أمر مثير للجدل بين المؤرخين. لقد أصبح الفكر الإسلامي ينظر إلى العصر الجاهلي الذي يسمونه عصر الجاهلية ، باعتباره عصر الهمجية والظلام والجهل. ومع ذلك، فإن الأدلة المستقلة من هذه الفترة نادرة.  إن التقليد نفسه غالبًا ما يكون متأخرًا (يعود تاريخه إلى القرنين الثاني والثالث من الإسلام) وغالبًا ما يقتصر على الأسطورة والأمثال والقصائد وغيرها من أشكال المحتوى غير التاريخي.  في بعض الأحيان، يتم ذكر قتل الأطفال في الشعر العربي قبل الإسلام .     يفسر البعض القرآن الكريم على أنه يدعم تاريخية ممارسة قتل البنات في الجزيرة العربية قبل الإسلام، لكن آخرين عارضوا ذلك. 
يفسر البعض القرآن الكريم على أنه يصف قتل الأطفال كوسيلة لمنع الفقر أو حل لمشكلة إنجاب الأطفال الإناث. تزعم بعض المصادر أن الإناث كن يشكلن عبئًا في بعض المجتمعات القبلية. 
تتضمن المبررات المجتمعية التاريخية لقتل الأطفال الرضع الحاجة إلى تقليل أحجام السكان وإزالة الأعضاء المعيبة (مثل المرضى، وأولئك الذين يعانون من تشوهات جسدية، والشرعيين اجتماعيًا، وما إلى ذلك).  وقد تم تفسير القرآن الكريم عادة على أنه يذكر قتل الأطفال في فترة ما قبل الإسلام، بأنه "قتل الأطفال الذكور والإناث ". وفي الحديث ، تشمل هذه العبارة أيضًا الجماع المتقطع (قتل الأطفال الخفي)،  والإجهاض ،  ودفن الأطفال الأحياء لمنع إراقة الدماء (والذي كان يُعتقد أنه يجعله إنسانيًا).  وتصف كتب الفقه والأحاديث الأخرى طرقًا إضافية لارتكاب جريمة قتل الأطفال، مثل رميهم من فوق المنحدرات، أو إغراقهم، أو تركهم في الغابة. 